# Zhaoyang
Zhaoyang (en chino: 昭阳区) es el centro administrativo y único distrito urbano bajo la administración directa de la ciudad-prefectura de Zhaotong. Se ubica al noreste de la provincia de Yunnan, sur de la República Popular China. Su área es de 2240 km² y su población total para 2010 fue +700 mil habitantes.

## Administración
El distrito de Zhaoyang se divide en 9 pueblos que se administran en 6 poblados y 3 villas. 